# Honnesara, Sagar
Honnesara là một làng thuộc tehsil Sagar, huyện Shimoga, bang Karnataka, Ấn Độ.